# Augustin Cranach
Pour les articles homonymes, voir Cranach.
Augustin Cranach (1554 — 26 juillet 1595) est un peintre allemand né à Wittemberg, fils d'un second mariage de Lucas Cranach le Jeune (1515-1586), et père de Lucas Cranach III (de).

## Galerie

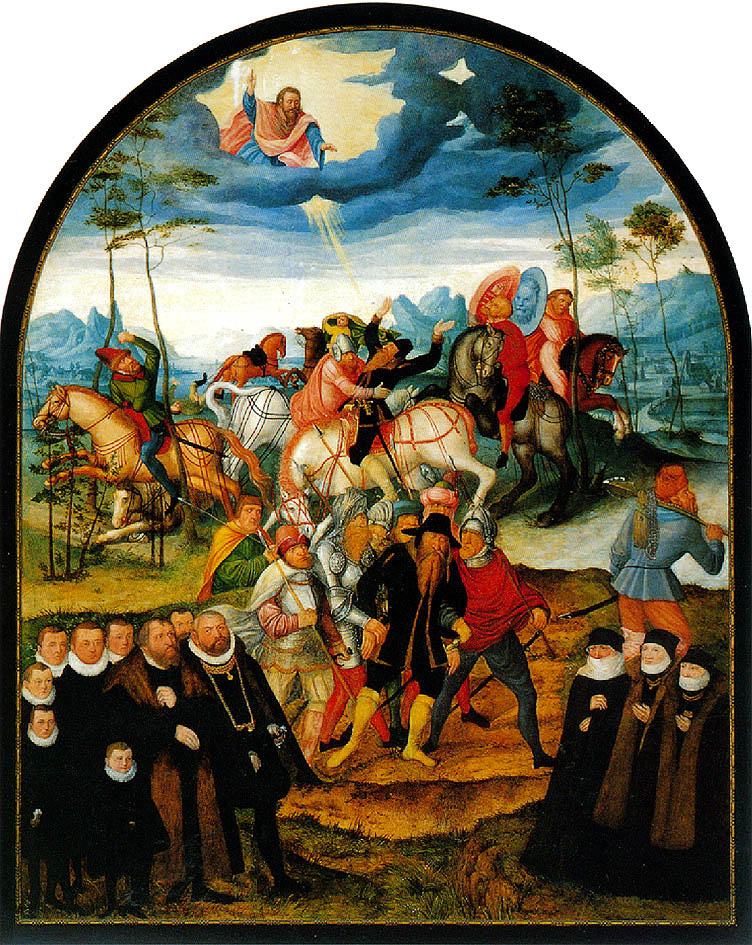
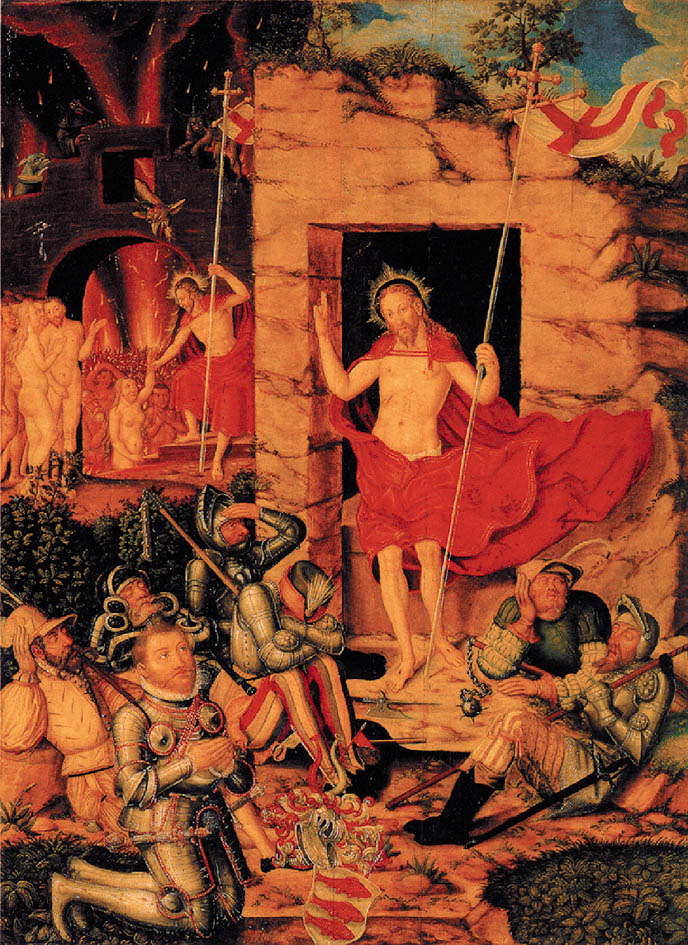